# لوبیای درختی خاردار
لوبیای درختی خاردار (نام علمی: Sesbania bispinosa) نام یک گونه از زیرخانواده باقالی‌ها است.